# María Magdalena, pecadora de Magdala
María Magdalena, pecadora de Magdala ist ein mexikanischer Spielfilm aus dem Jahr 1946 und hat Maria Magdalena zum Thema, die Zeugin der Passion Jesu Christi wird.

## Handlung
Maria Magdalena, d. i. Maria von Bethanien, die Schwester von Martha von Bethanien und Lazarus, lebt in Israel in einem opulenten Palast und wird von diversen Männern hofiert wie zum Beispiel vom ägyptischen Prinzen Ra-Ho-Tep, der sie mit einem gestohlenen Juwel beeindrucken will.
Eines Tages läuft Jesus Christus mit einer Menschenmenge an ihrem Haus vorbei und erregt ihre Aufmerksamkeit. Sie hört eine seiner Predigten, woraufhin sie umzudenken beginnt. Sie erkennt die Oberflächlichkeit der weltlichen Versuchungen und beginnt, die sie umwerbenden Männer abzuweisen. Als sie wenig später Jesus aufsucht, entweichen auf seine Veranlassung hin die Sieben Todsünden von ihr.
Maria Magdalena beginnt, ein bescheideneres Leben zu führen, indem sie beispielsweise ihren Reichtum an andere verteilt und ihren Sklaven die Freiheit schenkt. Sie schließt sich Jesus an, der ihr ihre Sünden vergibt. Auch Ra-Ho-Tep fängt an, an Jesus zu glauben, nachdem er einige seiner Wunder erlebt hat. Es folgen weitere Wunder wie die Brotvermehrung und die Auferweckung des Lazarus.
Kurz nach der Bergpredigt zieht Jesus in Jerusalem ein und wird von Judas Iskariot an die Hohepriester verraten. Jesus hält mit seinen Jüngern das Letzte Abendmahl. Nach seiner Verhaftung im Garten Gethsemane wird ihm unter Statthalter Pontius Pilatus der Prozess gemacht.
Maria Magdalena verfolgt die Verhaftung und den Prozess ebenso erschüttert wie Jesu Passion und Kreuzigung. Drei Tage nach seinem Tod wiederaufersteht Jesus und fährt in den Himmel auf. Maria Magdalena sucht Jesu leeres Grab auf und stirbt dort. Kurz darauf erlebt auch sie ihre Wiederauferstehung und Himmelfahrt.

## Hintergrund
Der Film wurde am 10. Oktober in Mexiko veröffentlicht. Szenenmaterial aus dem Film wurde in dem zwei Jahre später veröffentlichten, ebenfalls von Miguel Contreras Torres gedrehten Film Reina de reinas: La Virgen María wiederverwendet.